# Inés de Velasco
Inés de Velasco, född 14 mars 2002, är en spansk bågskytt. Hon deltog vid olympiska sommarspelen 2020.